# 温龙乡
温龙乡，旧译翁龙乡，原名勐瓦乡（မိုင်းဝကျေးရွာစု），是缅甸掸邦东部第四特区南板县下辖的一个乡。

## 地理
温龙乡位于南板县西部，东接景康乡和帕沙乡，南接缅甸中央政府控制区，西接勐拉县万丹乡，北邻中国。

## 行政区划
温龙乡下辖以下村寨：
- 温龙村（ဝိန်းလုံရွာ）[4]
- 温岱村（ဝိန်းတိုင်ရွာ）[5]
- 索垒村（စွပ်လွေရွာ）[6]
- 万达村（ဝမ်တာရွာ）[7]
- 万康村（ဝမ်ခမ်းရွာ）[8]
- 万贺村（ဝမ်ဟုတ်ရွာ）[9]
- 万亨村（ဝမ်ဟင်းရွာ）[10]
- 万龙村[11]
- 万卡村[12]
- 万纳朗村[13]
- 帕宋村[14]
- 帕亚棵村（ဖျာခေးရွာ）[15]
- 南米村[16]
- 瑙侯村（弄和村）[17]
- 兴囡村
- 南黑隆村
- 南黑囡村[18]

## 教育
温龙乡有温龙学校等乡村学校。